# Stiliani Pilatu
Stiliani (Stela) Pilatu (gr. Στυλιανή "Στέλλα" Πιλάτου, ur. 28 marca 1980) – grecka lekkoatletka, specjalizująca się w skoku w dal.
Najważniejszym jej osiągnięciem jest srebrny medal halowych  mistrzostw Europy (Madryt 2005). Reprezentowała Grecję na igrzyskach olimpijskich (Ateny 2004), gdzie zajęła 23. miejsce w eliminacjach, nie kwalifikując się do finału. Wielokrotna medalistka mistrzostw krajów bałkańskich. Siedmiokrotna mistrzyni kraju (w tym jeden złoty medal w trójskoku).

## Rekordy życiowe
- Skok w dal (stadion) – 6,75 (2002 & 2006) / 6,77w (2005)
- Skok w dal (hala) – 6,80 (2003)